# Puchar Narodów Afryki 2021 (kwalifikacje)/Grupa B
Grupa B jest jedną z dwunastu grup eliminacji do turnieju o Puchar Narodów Afryki 2021. Składa się z czterech niżej wymienionych reprezentacji:
- Burkina Faso
- Uganda
- Malawi
- Sudan Południowy (drużyna wyłoniona w fazie eliminacyjnej)

Każda drużyna rozegra z każdym z pozostałych rywali dwa mecze, jeden na własnym stadionie, drugi na stadionie rywala. Mecze rozgrywane będą od listopada 2019 roku do września 2020. Dwa najlepsze zespoły w grupie uzyskają awans do turnieju finałowego.
Z powodu pandemii COVID-19 wszystkie mecze kolejek numer 3 i 4 (zaplanowane na marzec 2020), a także numer 5 (zaplanowane na czerwiec 2020) zostały odwołane, bez podania nowej daty ich rozegrania.
30 czerwca 2020 roku CAF ogłosił przesunięcie rozegrania turnieju głównego ze stycznia 2021 na styczeń 2022. 19 sierpnia 2020 roku zapadła decyzja o nowych terminach meczów eliminacyjnych: kolejki numer 3 i 4 mają zostać rozegrane w dniach 9-17 listopada 2020, a kolejki 5 i 6 22-30 marca 2021. 

## Tabela
| Msc. | Zespół           | M | W | R | P | Br+ | Br- | +/- | Pkt |
| ---- | ---------------- | - | - | - | - | --- | --- | --- | --- |
| 1    | Burkina Faso     | 6 | 3 | 3 | 0 | 6   | 2   | +4  | 12  |
| 2    | Malawi           | 6 | 3 | 1 | 2 | 4   | 5   | -1  | 10  |
| 3    | Uganda           | 6 | 2 | 2 | 2 | 3   | 2   | +1  | 8   |
| 4    | Sudan Południowy | 6 | 1 | 0 | 5 | 2   | 6   | -4  | 3   |

|                  | Burkina Faso | Malawi | Uganda | Sudan Południowy |
| ---------------- | ------------ | ------ | ------ | ---------------- |
| Burkina Faso     | X            | 3:1    | 0:0    | 1:0              |
| Malawi           | 0:0          | X      | 1:0    | 1:0              |
| Uganda           | 0:0          | 2:0    | X      | 1:0              |
| Sudan Południowy | 1:2          | 0:1    | 1:0    | X                |

## Wyniki

### Kolejka 1
| 13 listopada 2019 14:00 CET | Malawi · Mhango 68' | 1:0(0:0)Raport | Sudan Południowy | Kamuzu Stadium, Blantyre Sędzia: Pacifique Ndabihawenimana |
|                             |                     |                |                  |                                                            |

| 13 listopada 2019 20:00 CET | Burkina Faso | 0:0(0:0)Raport | Uganda | Stadion 4 Sierpnia, Wagadugu Sędzia: Nabil Boukhalfa |
|                             |              |                |        |                                                      |

### Kolejka 2
| 17 listopada 2019 14:00 CET | Sudan Południowy · Pawaar 90' | 1:2(0:2)Raport | Burkina Faso · Bancé 20', 40' | Stade de Khartoum, Chartum (Sudan) Sędzia: Tsegay Teklu Mogos |
|                             |                               |                |                               |                                                               |

| 17 listopada 2019 14:00 CET | Uganda · Okwi 29' · Bayo 68' | 2:0(1:0)Raport | Malawi | Nelson Mandela National Stadium, Kampala Sędzia: Mahmood Ali Mahmood Ismail |
|                             |                              |                |        |                                                                             |

### Kolejka 3
| 12 listopada 2020 14:00 CET | Uganda · Lwaliwa 86' | 1:0(0:0)Raport | Sudan Południowy | St. Mary's Stadium-Kitende, Entebbe Sędzia: Messie Nkounkou |
|                             |                      |                |                  |                                                             |

| 12 listopada 2020 20:00 CET | Burkina Faso · Traoré 2', 25' · Dabo 90' | 3:1(2:0)Raport | Malawi · Phiri Jr. 81' (k.) | Stadion 4 Sierpnia, Wagadugu Sędzia: Dahane Beida |
|                             |                                          |                |                             |                                                   |

### Kolejka 4
| 16 listopada 2020 14:00 CET | Malawi | 0:0(0:0)Raport | Burkina Faso | Kamuzu Stadium, Blantyre Sędzia: Souleiman Ahmed Djamal |
|                             |        |                |              |                                                         |

| 16 listopada 2020 14:00 CET | Sudan Południowy · Okello 35' (k.) | 1:0(1:0)Raport | Uganda | Nyayo National Stadium, Nairobi (Kenia) Sędzia: Louis Houngnandande |
|                             |                                    |                |        |                                                                     |

### Kolejka 5
| 24 marca 2021 18:00 CET | Uganda | 0:0(0:0)Raport | Burkina Faso | St. Mary's Stadium-Kitende, Entebbe Sędzia: Bakary Gassama |
|                         |        |                |              |                                                            |

| 24 marca 2021 18:00 CET | Sudan Południowy | 0:1(0:0)Raport | Malawi · Mbulu 47' | Stadion Al Hilal, Omdurman Sędzia: Anthony Ogwayo |
|                         |                  |                |                    |                                                   |

### Kolejka 6
| 29 marca 2021 18:00 CET | Burkina Faso · B. Traoré 49' | 1:0(0:0)Raport | Sudan Południowy | Stadion 4 Sierpnia, Wagadugu Sędzia: George Rogers |
|                         |                              |                |                  |                                                    |

| 29 marca 2021 18:00 CET | Malawi · Mbulu 15' | 1:0(1:0)Raport | Uganda | Bingu National Stadium, Lilongwe Sędzia: Celso Alvação |
|                         |                    |                |        |                                                        |

## Strzelcy
2 gole
| - Aristide Bancé | - Lassina Traoré | - Richard Mbulu |

1 gol
| - Bryan Dabo - Bertrand Traoré - Gabadinho Mhango | - Gerald Phiri Jr. - Tito Okello - Stephen Pawaar | - Fahad Bayo - Halid Lwaliwa - Emmanuel Okwi |